# Rubén Avilés
Rubén Avilés (Sevilla, 21 de juny de 1999) és un creador de continguts a TikTok conegut pels seus vídeos en defensa dels drets LGBT.
Rubén va néixer a Sevilla el 1999. Va estudiar Publicitat i Relacions Públiques a la Universitat de Sevilla graduant-se el 2022, i a través del seu activisme LGBT, ha col·laborat amb Creu Roja. El 2022, Rubén va participar en les activitats del Mes de la Diversitat Sexual organitzades per l'Ajuntament de Sevilla. Aquest mateix any va ser nominat als Premis TikTok 2022 en la categoria Diversitat.